# 八百津大橋
八百津大橋（やおつおおはし）は、岐阜県加茂郡八百津町錦織 - 八百津の木曽川に架かる岐阜県道358号井尻八百津線の橋である。

## 概要
- 形式 - 鋼3径間連続上路平行弦ワーレントラス橋 + 鋼単純鈑桁橋2連
- 橋長 - 238 m
  - トラス部支間割 - （62.3 m + 62.3 m + 62.3 m）
- 幅員
  - 有効幅員 - 6.0 m
- 総鋼重 - 265 t
- 床版 - 鉄筋コンクリート
- 施工 - 日本鋼管[注釈 1]

## その他
八百津大橋の上流には、かつて「錦織橋」という吊橋（全長：148.0 m・幅：1.5 m）が存在していたが、1983年（昭和58年）9月29日の集中豪雨により流出してしまった。その後再建されずに廃止され、現在も吊橋の主塔が残っている。
八百津だんじり祭（大舩神社例祭）では、3両のだんじりが八百津大橋を通過する。このだんじりは3両が連なると1隻の船を形作るもので、八百津大橋通過時にその姿を見ることが可能である。